# Братчикова Ніна Олегівна
Братчикова Ніна Олегівна (нар. 28 червня 1985) — колишня російська тенісистка.
Найвищу одиночну позицію світового рейтингу — 79 місце досягла 10 грудня 2012, парну — 63 місце — 10 вересня 2012 року.
Здобула 9 одиночних та 1 парний титул.
Найвищим досягненням на турнірах Великого шолома було 3 коло в одиночному та парному розрядах.

## Фінали турнірів WTA

### Парний розряд: 3 (3 поразки)
| Перемога – Легенда (до/після 2010)           |
| -------------------------------------------- |
| Турніри Великого шолома (0–0)                |
| Tier I / Premier Mandatory & Premier 5 (0–0) |
| Tier II / Premier (0–0)                      |
| Tier III, IV & V / International (0–3)       |

| Фінали за покриттям |
| ------------------- |
| Тверде (0–1)        |
| Трава (0–0)         |
| Ґрунт (0–2)         |
| Килим (0–0)         |

| Результат | Ранг | Дата           | Турнір                                  | Покриття | Партнерка           | Суперниці                                 | Рахунок          |
| --------- | ---- | -------------- | --------------------------------------- | -------- | ------------------- | ----------------------------------------- | ---------------- |
| Поразка   | 1.   | 5 жовтня 2008  | Tashkent Open, Узбекистан               | Тверде   | Катрін Верле-Шеллер | Ралука Олару Ольга Савчук                 | 7–5, 5–7, [7–10] |
| Поразка   | 2.   | 24 квітня 2011 | Гран-прі принцеси Лалли Мер'єм, Марокко | Ґрунт    | Сандра Клеменшиц    | Андреа Сестіні Главачкова Рената Ворачова | 3–6, 4–6         |
| Поразка   | 3.   | 14 липня 2013  | Budapest Grand Prix, Угорщина           | Ґрунт    | Анна Татішвілі      | Андреа Главачкова Луціє Градецька         | 4–6, 1–6         |

## Фінали серії WTA 125K

### Парний розряд: 1 (1 перемога)

Bratchikova at Cagnes-sur-Mer, 2013

| Результат | Дата              | Турнір                  | Покриття | Партнерка          | Суперниці                        | Рахунок          |
| --------- | ----------------- | ----------------------- | -------- | ------------------ | -------------------------------- | ---------------- |
| Перемога  | 11 листопада 2012 | Royal Indian Open, Pune | Тверде   | Оксана Калашникова | Юлія Глушко Ноппаван Летчівакарн | 6–0, 4–6, [10–8] |

## Фінали ITF

### Одиночний розряд: 17 (9–8)
| Легенда          |
| ---------------- |
| турніри $100,000 |
| турніри $75,000  |
| турніри $50,000  |
| турніри $25,000  |
| турніри $10,000  |

| Фінали за покриттям |
| ------------------- |
| Тверде (5–5)        |
| Ґрунт (4–3)         |
| Трава (0–0)         |
| Килим (0–0)         |

| Результат | Ранг | Дата           | Турнір                                     | Покриття | Суперниця               | Рахунок            |
| --------- | ---- | -------------- | ------------------------------------------ | -------- | ----------------------- | ------------------ |
| Поразка   | 1.   | 12 травня 2002 | ITF Затон, Хорватія                        | Ґрунт    | Делія Сезкіоряну        | 4–6, 4–6           |
| Поразка   | 2.   | 1 червня 2003  | ITF Кампобассо, Італія                     | Ґрунт    | Каталіна Кастаньйо      | 2–6, 2–6           |
| Перемога  | 1.   | 6 грудня 2003  | ITF Тель-Авів, Ізраїль                     | Тверде   | Шахар Пеєр              | 6–4, 6–4           |
| Перемога  | 2.   | 7 березня 2004 | ITF Мелілья, Іспанія                       | Тверде   | Фредеріка Пієдаде       | 6–2, 6–4           |
| Поразка   | 3.   | 2 травня 2004  | ITF Таранто, Італія                        | Ґрунт    | Мартіна Мюллер          | 3–6, 2–6           |
| Перемога  | 3.   | 9 липня 2006   | ITF Мон-де-Марсан, Франція                 | Ґрунт    | Ралука Олару            | 6–4, 4–6, 6–0      |
| Поразка   | 4.   | 24 лютого 2008 | ITF Портіман, Португалія                   | Тверде   | Олена Чалова            | 4–6, 4–6           |
| Перемога  | 4.   | 25 травня 2008 | ITF Москва, Росія                          | Ґрунт    | Ксенія Первак           | 3–6, 6–1, 7–5      |
| Перемога  | 5.   | 1 червня 2008  | ITF Тольятті, Росія                        | Тверде   | Патріція Майр-Ахлайтнер | 6–3, 6–0           |
| Поразка   | 5.   | 22 лютого 2009 | ITF Портіман, Португалія                   | Тверде   | Сандра Солер-Сола       | 6–3, 2–6, 3–6      |
| Перемога  | 6.   | 17 травня 2009 | ITF Vila Real de Santo António, Португалія | Ґрунт    | Ірене Сантос-Браво      | 7–5, 2–6, 6–4      |
| Поразка   | 6.   | 25 жовтня 2009 | ITF Лагос, Нігерія                         | Тверде   | Зузана Кучова           | 0–6, 6–7(7–9)      |
| Перемога  | 7.   | 18 квітня 2010 | ITF Йоганесбурґ, ПАР                       | Тверде   | Тамарін Танасугарн      | 7–5, 7–6(9–7)      |
| Перемога  | 8.   | 31 жовтня 2010 | ITF Лагос, Нігерія                         | Тверде   | Зузана Кучова           | 7–5, 6–1           |
| Поразка   | 7.   | 26 грудня 2010 | ITF Пуне, Індія                            | Тверде   | Бояна Йовановські       | 4–6, 4–6           |
| Перемога  | 9.   | 6 лютого 2011  | ITF Рабат, Марокко                         | Ґрунт    | Марія Жоао Келер        | 3–6, 6–4, 6–1      |
| Поразка   | 8.   | 27 жовтня 2013 | ITF Лагос, Нігерія                         | Тверде   | Джоя Барб'єрі           | 6–3, 3–6, 0–3 ret. |

### Парний розряд: 61 (35–26)
| Результат | Ранг | Дата              | Турнір                         | Покриття   | Партнерка                     | Суперниці                                         | Рахунок               |
| --------- | ---- | ----------------- | ------------------------------ | ---------- | ----------------------------- | ------------------------------------------------- | --------------------- |
| Перемога  | 1.   | 14 жовтня 2001    | ITF Катанія, Італія            | Ґрунт      | Анна Флоріс                   | Джорджія Мортелло Ліза Тоньєтті                   | 6–2, 5–7, 7–6(10–8)   |
| Поразка   | 1.   | 15 квітня 2003    | Цавтат, Хорватія               | Ґрунт      | Раїса Гуревич                 | Мервана Югич-Салкич Дарія Юрак                    | 6–2, 5–7, 7–6(10–8)   |
| Перемога  | 2.   | 29 листопада 2003 | Хайфа, Ізраїль                 | Тверде     | Олена Антипіна                | Вероніка Капшай Барбара Поца                      | 7–5, 6–4              |
| Перемога  | 3.   | 6 грудня 2003     | Тель-Авів, Ізраїль             | Тверде     | Олена Антипіна                | Оксана Каришкова Олена Яришко                     | 6–1, 5–7, 6–3         |
| Перемога  | 4.   | 1 березня 2004    | Мелілья, Іспанія               | Тверде     | Алла Кудрявцева               | Анастасія Дворникова Ірена Носенко                | 7–5, 6–3              |
| Поразка   | 2.   | 30 травня 2004    | Тунляо, КНР                    | Тверде     | Анна Бастрікова               | Ліга Декмеєре Іпек Шенолу                         | 5–7, 6–7              |
| Поразка   | 3.   | 28 червня 2004    | Мон-де-Марсан, Франція         | Ґрунт      | Фредеріка Пієдаде             | Лурдес Домінгес Ліно Паула Гарсія                 | 3–6, 6–3, 4–6         |
| Поразка   | 4.   | 9 серпня 2004     | Мартіна-Франка, Італія         | Ґрунт      | Джулія Казоні                 | Орелі Веді Ясмін Вер                              | 1–6, 6–3, 6–7         |
| Поразка   | 5.   | 14 листопада 2004 | Барселона, Іспанія             | Ґрунт      | Катерина Кожокіна             | Лурдес Домінгес Ліно Лаура Поус Тіо               | 4–6, 6–7              |
| Перемога  | 5.   | 20 березня 2005   | Санкт-Петербург, Росія         | Тверде (i) | Катерина Макарова             | Кудрявцева Алла Олександрівна Катерина Космінська | 7–6(7–2), 6–2         |
| Перемога  | 6.   | 11 квітня 2005    | Мумбаї, Індія                  | Тверде     | Франческа Любіані             | Рушмі Чакравартхі Сай Джаялакшмі Джаярам          | 6–3, 6–4              |
| Поразка   | 6.   | 12 червня 2005    | Горіція, Італія                | Ґрунт      | Олена Антипіна                | Джулія Казоні Валентіна Сульпіціо                 | 2–6, 0–6              |
| Поразка   | 7.   | 18 липня 2005     | Ле-Контамін, Франція           | Ґрунт      | Катерина Космінська           | Надія Островська Євгенія Савранська               | 1–6, 6–2, 4–6         |
| Перемога  | 7.   | 29 Сер 2005       | Балашиха, Росія                | Ґрунт      | Анна Бастрікова               | Катерина Лопес Ольга Панова                       | 6–2, 6–2              |
| Поразка   | 8.   | 27 вересня 2005   | Батумі, Грузія                 | Тверде (i) | Анна Бастрікова               | Надія Островська Анастасія Якімова                | 6–2, 2–6, 6–7(9–11)   |
| Поразка   | 9.   | 21 листопада 2005 | Пуатьє, Франція                | Тверде (i) | Акгуль Аманмурадова           | Марет Ані Мервана Югич-Салкич                     | 6–7(0–7), 1–6         |
| Перемога  | 8.   | 5 березня 2006    | Лас-Пальмас, Іспанія           | Тверде     | Кудрявцева Алла Олександрівна | Кароліна Косіньська Аліція Росольська             | 6–1, 6–3              |
| Перемога  | 9.   | 12 березня 2006   | Тельде, Іспанія                | Ґрунт      | Кудрявцева Алла Олександрівна | Сара Еррані Джулія Габба                          | 6–1, 6–1              |
| Перемога  | 10.  | 11 квітня 2006    | Біарриц, Франція               | Ґрунт      | Ярослава Шведова              | Клаудія Янс-Ігначик Аліція Росольська             | 6–3, 6–2              |
| Поразка   | 10.  | 23 травня 2006    | Пекін, КНР                     | Тверде (i) | Ліга Декмеєре                 | Чжуан Цзяжун Тамарін Танасугарн                   | 6–4, 2–6, 3–6         |
| Поразка   | 11.  | 2 липня 2006      | Періге, Франція                | Ґрунт      | Людмила Скавронська           | Монік Адамчак Марі-Ев Пеллетьє                    | 3–6, 4–6              |
| Поразка   | 12.  | 3 липня 2006      | Мон-де-Марсан, Франція         | Ґрунт      | Акгуль Аманмурадова           | Ралука Олару Маргаліта Чахнашвілі                 | 5–7, 6–1, 1–6         |
| Перемога  | 11.  | 22 липня 2006     | Дніпропетровськ, Україна       | Ґрунт      | Олена Антипіна                | Євгенія Родіна Христина Антонійчук                | 6–1, 5–7, 7–5         |
| Перемога  | 12.  | 18 лютого 2007    | Біберах, Німеччина             | Тверде     | Уршуля Радванська             | Дарія Юрак Сандра Мартинович                      | 6–2, 6–0              |
| Перемога  | 13.  | 23 березня 2007   | Мумбаї, Індія                  | Тверде     | Акгуль Аманмурадова           | Панова Ольга Олександрівна Штефані Феґеле         | 6–2, 6–3              |
| Поразка   | 13.  | 5 червня 2007     | Мадрид, Іспанія                | Ґрунт      | Неуза Сілва                   | Хорхеліна Краверо Бетіна Хосамі                   | 4–6, 4–6              |
| Перемога  | 14.  | 9 липня 2007      | Мон-де-Марсан, Франція         | Ґрунт      | Неуза Сілва                   | Жоана Кортез Тельяна Перейра                      | 6–3, 7–6(7–3)         |
| Поразка   | 14.  | 25 серпня 2007    | Москва, Росія                  | Ґрунт      | Софі Лефевр                   | Марія Кондратьєва Весна Долонц                    | 6–2, 6–1              |
| Поразка   | 15.  | 28 жовтня 2007    | Подольськ, Росія               | Тверде (i) | Анастасія Полторацька         | Василіса Давидова Аріна Родіонова                 | 3–6, 0–6              |
| Поразка   | 16.  | 14 січня 2008     | Штутгарт, Німеччина            | Тверде (i) | Катерина Херт                 | Василіса Давидова Єлизавета Точиловська           | 2–6, 5–7              |
| Перемога  | 15.  | 4 лютого 2008     | Алгарве, Португалія            | Тверде     | Катерина Херт                 | Неуза Сілва Даніелле Гармсен                      | 6–4, 6–3              |
| Поразка   | 17.  | 17 березня 2008   | Санкт-Петербург, Росія         | Тверде (i) | Василіса Давидова             | Нікола Франькова Анастасія Павлюченкова           | 2–6, 2–6              |
| Перемога  | 16.  | 5 травня 2008     | Джунія, Ліван                  | Ґрунт      | Вероніка Капшай               | Крістіна Кучова Штефані Феґеле                    | 7–5, 3–6, [10–6]      |
| Перемога  | 17.  | 26 травня 2008    | Тольятті, Росія                | Ґрунт      | Василіса Давидова             | Нікола Франькова Патріція Майр-Ахляйтнер          | 6–3, 5–7, [10–3]      |
| Поразка   | 18.  | 3 серпня 2008     | Віго, Іспанія                  | Тверде     | Фредеріка Пієдаде             | Неуза Сілва Нікол Тіссен                          | 2–6, 4–6              |
| Поразка   | 19.  | 4 липня 2009      | Пособланко, Іспанія            | Тверде     | Агнеш Сатмарі                 | Андреа Сестіні Главачкова Ольга Савчук            | 3–6, 3–6              |
| Поразка   | 20.  | 1 серпня 2009     | Алмати, Казахстан              | Тверде     | Агнеш Сатмарі                 | Чалова Олена Валеріївна Оксана Калашникова        | 1–6, 0–6              |
| Поразка   | 21.  | 8 серпня 2009     | Астана, Казахстан              | Тверде     | Агнеш Сатмарі                 | Юліана Федак Дар'я Кустова                        | 4–6, 5–7              |
| Перемога  | 18.  | 14 вересня 2009   | Наполі, Італія                 | Ґрунт      | Оксана Калашникова            | Бетіна Хосамі Марія Ірігоєн                       | 7–6(7–5), 2–6, [10–8] |
| Перемога  | 19.  | 26 вересня 2009   | Мадрид, Іспанія                | Тверде     | Ірена Павлович                | Клер Феерстен Констанс Сібій                      | 6–2, 6–4              |
| Перемога  | 20.  | 3 жовтня 2009     | Гранада, Іспанія               | Тверде     | Родіонова Аріна Іванівна      | Бетіна Хосамі Валерія Савіних                     | 6–1, 3–6, [10–5]      |
| Перемога  | 21.  | 16 жовтня 2009    | Лагос, Нігерія                 | Тверде     | Анна Герасімоу                | Анна Бражнікова Анастасія Мухаметова              | 7–6(7–3), 7–6(7–1)    |
| Перемога  | 22.  | 23 жовтня 2009    | Лагос, Нігерія                 | Тверде     | Анна Герасімоу                | Чен Астрого Керен Шломо                           | 6–4, 7–5              |
| Перемога  | 23.  | 31 жовтня 2009    | Стамбул, Туреччина             | Тверде (i) | Ксенія Палкіна                | Петра Цетковська Рената Ворачова                  | w/o                   |
| Поразка   | 22.  | 16 листопада 2009 | Пуне, Індія                    | Тверде     | Палкіна Ксенія Миколаївна     | Анастасія Васильєва Ніколе Клеріко                | 6–4, 3–6, [11–13]     |
| Перемога  | 24.  | 28 березня 2010   | Москва, Росія                  | Килим (i)  | Ірена Павлович                | Людмила Кіченок Надія Кіченок                     | 6–7(4–7), 6–2, [10–3] |
| Перемога  | 25.  | 12 липня 2010     | Контрексевіль, Франція         | Ґрунт      | Катерина Лопес                | Єлена Докич Шерон Фічмен                          | 6–4, 4–6, 6–4         |
| Перемога  | 26.  | 2 серпня 2010     | Астана, Казахстан              | Тверде     | Катерина Лопес                | Юліана Федак Анастасія Васильєва                  | 6–4, 6–4              |
| Перемога  | 27.  | 22 жовтня 2010    | Лагос, Нігерія                 | Тверде     | Агнеш Сатмарі                 | Анна Бражнікова Анастасія Мухаметова              | 6–4, 6–3              |
| Поразка   | 23.  | 29 жовтня 2010    | Лагос, Нігерія                 | Тверде     | Агнеш Сатмарі                 | Мелані Клаффнер Кароліна Косіньська               | 6–3, 5–7, [7–10]      |
| Перемога  | 28.  | 20 грудня 2010    | Пуне, Індія                    | Тверде     | Олександра Панова             | Анна Шкудун Сатіе Ісідзу                          | 6–3, 7–6(7–2)         |
| Поразка   | 24.  | 2 травня 2011     | Бухара, Узбекистан             | Тверде     | Палкіна Ксенія Миколаївна     | Хан Сон Хі Лян Чень                               | 6–4, 6–7(5–7), 4–6    |
| Перемога  | 29.  | 11 червня 2011    | Open GdF de Marseille, Франція | Ґрунт      | Ірина-Камелія Бегу            | Лаура-Йоана Андрей Меделіна Гожня                 | 6–2, 6–2              |
| Перемога  | 30.  | 27 червня 2011    | Пособланко, Іспанія            | Ґрунт      | Ірена Павлович                | Марина Мельникова Сопія Шапатава                  | 6–2, 6–4              |
| Перемога  | 31.  | 12 вересня 2011   | Софія, Болгарія                | Ґрунт      | Дарія Юрак                    | Александра Каданцу Ралука Олару                   | 6–4, 7–5              |
| Перемога  | 32.  | 19 вересня 2011   | Сен-Мало, Франція              | Ґрунт      | Дарія Юрак                    | Юганна Ларссон Ясмін Вер                          | 6–4, 6–2              |
| Перемога  | 33.  | 17 жовтня 2011    | Лагос, Нігерія                 | Тверде     | Мелані Клаффнер               | Тадея Маєрич Александрина Найденова               | 7–5, 5–7, [10–6]      |
| Перемога  | 34.  | 28 листопада 2011 | ITF Дубай, ОАЕ                 | Тверде     | Дарія Юрак                    | Акгуль Аманмурадова Александра Дулгеру            | 6–4, 3–6, [10–6]      |
| Перемога  | 35.  | 19 грудня 2011    | ITF Анкара, Туреччина          | Тверде (i) | Дарія Юрак                    | Жанетта Гусарова Каталін Мароші                   | 6–4, 6–2              |
| Поразка   | 25.  | 15 жовтня 2012    | ITF Лагос, Нігерія             | Тверде     | Маргарита Лазарева            | Конні Перрен Шанель Сіммондс                      | 1–6, 1–6              |
| Поразка   | 26.  | 22 липня 2013     | ITF Астана, Казахстан          | Тверде     | Валерія Соловйова             | Людмила Кіченок Надія Кіченок                     | 2–6, 2–6              |

## Часова шкала результатів на турнірах Великого шлему
| W | Ф | ПФ | ЧФ | #Р | КТ | К# | DNQ | A | NH |

### Одиночний розряд
| Турнір                                 | 2012 | 2013 | 2014 | W–L |
| -------------------------------------- | ---- | ---- | ---- | --- |
| Відкритий чемпіонат Австралії з тенісу | 3р   | 1р   |      | 2–2 |
| Відкритий чемпіонат Франції з тенісу   | 3р   | 1р   |      | 2–2 |
| Вімблдонський турнір                   | 1р   | 1р   |      | 0–2 |
| Відкритий чемпіонат США з тенісу       | 1р   | К2р  |      | 0–1 |
| В-П                                    | 4–4  | 0–3  | 0–0  | 4–7 |

### Парний розряд
| Турнір                                 | 2012 | 2013 | 2014 | W–L |
| -------------------------------------- | ---- | ---- | ---- | --- |
| Відкритий чемпіонат Австралії з тенісу | 1р   | 1р   |      | 0–2 |
| Відкритий чемпіонат Франції з тенісу   | 3р   | 2р   |      | 3–2 |
| Вімблдонський турнір                   | 1р   | К1р  |      | 0–1 |
| Відкритий чемпіонат США з тенісу       | 2р   | 1р   |      | 1–2 |
| В-П                                    | 3–4  | 1–3  | 0–0  | 4–7 |